# Лизмо, Мик
Майкл «Мик» (Ми́кки) Лизмо́ (англ. Michael "Mick" (Micky) Lizmore; род. 7 ноября 1987, Лондон, Онтарио) — канадский кёрлингист и тренер по кёрлингу.
Играет на позиции четвёртого. Скип своей команды.
Кроме «классического» кёрлинга практикует также смешанный кёрлинг (команда или пара). В частности, как скип смешанной сборной Канады принимал участие в чемпионате мира среди смешанных команд 2016 на позиции четвёртого.
В качестве тренера сборной Канады по кёрлингу на колясках участник зимних Паралимпийских игр 2022 и чемпионатов мира по кёрлингу на колясках.

## Достижения
- Зимние Универсиады: бронза (2013).
- Чемпионат Канады по кёрлингу среди смешанных команд: золото (2016).
- Чемпионат Канады среди студенческих команд: золото (2012).

## Спортивная карьера

### Юниоры
Мик Лизмо в 2007 стал чемпионом Онтарио среди юниоров (англ. en:Pepsi Ontario Junior Curling Championships), играя в команде, представлявшей город Лондон (скип Ryan Myler). Затем команда, уже представлявшая провинцию Онтарио, участвовала в чемпионате Канады среди юниоров 2007 (англ. en:2007 Canadian Junior Curling Championships); на групповом этапе они выиграли 8 матчей и проиграли 4, в результате не попали в плей-офф.

### Взрослые

#### Онтарио
После окончания юниорского периода, в сезоне 2007—2008, Мик Лизмо вошёл в состав команды скипа Mark Kean (скип команды Онтарио на чемпионате Канады 2015), где играл на позиции третьего. В следующем сезоне он перешёл в команду скипа Jake Higgs, где стал играть на позиции первого. Команда участвовала в мужском чемпионате провинции Онтарио 2009 (англ. en:2009 TSC Stores Tankard), где заняла 4-е место. В сезоне 2009—2010 команда не участвовала в чемпионате провинции, но выступала в одном из турниров серии «Большого шлема» (англ. en:Grand Slam of Curling), 2010 Players' Championships, где проиграла все матчи.

#### Альберта
В 2010 Мик Лизмо переехал в провинцию Альберта, чтобы после учёбы в Университете Западного Онтарио продолжить учиться спортивной психологии в Университете Альберты.
В 2011 он вошёл в команду скипа Брендана Боттчера (чемпиона мира среди юниоров 2012) на позиции третьего. В первом же своем сезоне команда выиграла чемпионат Канады среди студенческих команд (англ. en:CIS/CCA Curling Championships). В следующем сезоне, 2012—2013, они участвовали в качестве сборной Канады в зимней Универсиаде 2013 в Трентино (Италия), где стали бронзовыми призёрами. В этом же сезоне они выиграли свой первый турнир Мирового тура по кёрлингу, en:Red Deer Curling Classic, а также участвовали в первом для Мика Лизмо мужском чемпионате Альберты (англ. en:2013 Boston Pizza Cup), где выиграли только один матч. Сезон 2013—2014 стал для Мика Лизмо последним в этой команде; в этом сезоне они выиграли один турнир Мирового тура, en:Spruce Grove Cashspiel, и вновь участвовали в чемпионате Альберты — где вновь выиграли только один матч; они также участвовали в одном из турниров «Большого шлема», en:2013 Canadian Open of Curling, где одержали одну победу.
В 2014 Мик Лизмо создал свою команду, в состав которой вошли Nathan Connolly, Parker Konschuh и Carter Lautner. В сезоне 2014—2015 команда выиграла турнир Мирового тура en:Shamrock Shotgun и вышла в плей-офф мужского чемпионата Альберты 2015 (англ. en:2015 Boston Pizza Cup), где проиграла в полуфинале команде прежнего скипа Мика, Брендана Боттчера, заняв 3-е место (а чемпионами Альберты в итоге стала команда Кевина Кюи).
В сезоне 2015—2016 в состав команды Мика Лизмо вошли Dalyn Vavrek и Brad Chyz, заменившие Nathan Connolly и Parker Konschuh. Команда выиграла турнир Мирового тура en:Red Deer Curling Classic, а в мужском чемпионате Альберты (англ. en:2016 Boston Pizza Cup) вновь вышла в плей-офф — где вновь проиграла той же команде скипа Брендана Боттчера, но уже в четвертьфинале «3-я команда против 4-й» (англ. 3 vs. 4 game), в итоге заняв 4-е место. Также в этом сезоне Мик Лизмо выиграл, будучи скипом и играя на позиции четвёртого, чемпионат Канады среди смешанных команд (англ. en:2016 Canadian Mixed Curling Championship); в состав команды также вошли Сара Уилкс (третий, вице-скип), Брэд Тиссен (второй), Alison Kotylak (первый); победив, они завоевали право выступать как сборная Канады на чемпионате мира 2016 в Казани (Россия).

## Команды
| Сезон                                          | Четвёртый       | Третий         | Второй          | Первый           | Запасной                              | Турниры                         |
| ---------------------------------------------- | --------------- | -------------- | --------------- | ---------------- | ------------------------------------- | ------------------------------- |
| 2005—06                                        | Scott McDonald  | Мик Лизмо      | Brodie Tarvit   | Michael McDonald |                                       |                                 |
| 2006—07                                        | Ryan Myler      | Мик Лизмо      | Brodie Tarvit   | Jim Clayton      | тренер: Murray Etherington            | ЧКЮ 2007 (4 место)              |
| 2007—08                                        | Mark Kean       | Мик Лизмо      | Anrdew Clayton  | Jim Clayton      |                                       |                                 |
| 2008—09                                        | Brent Ross      | Jake Higgs     | Anrdew Clayton  | Мик Лизмо        |                                       |                                 |
| 2009—10                                        | Brent Ross      | Jake Higgs     | Anrdew Clayton  | Мик Лизмо        |                                       |                                 |
| 2010—11                                        | Майк Андерсон   | Ryan Myler     | Мик Лизмо       | Шон Харрисон     |                                       |                                 |
| 2011—12                                        | Мик Лизмо       | Брэд Тиссен    | Каррик Мартин   | Kyle Reynolds    |                                       |                                 |
| 2012                                           | Брендан Боттчер | Мик Лизмо      | Брэд Тиссен     | Каррик Мартин    | Parker Konschuh тренер: Bernie Panich | [ 4 ]                           |
| 2012—13                                        | Брендан Боттчер | Мик Лизмо      | Брэд Тиссен     | Каррик Мартин    |                                       |                                 |
| 2013                                           | Брендан Боттчер | Мик Лизмо      | Брэд Тиссен     | Parker Konschuh  | Evan Asmussen тренер: Rob Krepps      | [ 5 ]                           |
| 2013                                           | Брендан Боттчер | Мик Лизмо      | Брэд Тиссен     | Каррик Мартин    | Parker Konschuh тренер: Rob Krepps    | ЗУ 2013                         |
| 2013—14                                        | Брендан Боттчер | Мик Лизмо      | Брэд Тиссен     | Каррик Мартин    |                                       |                                 |
| 2014—15                                        | Мик Лизмо       | Nathan Connoly | Parker Konschuh | Carter Lautner   |                                       |                                 |
| 2015—16                                        | Мик Лизмо       | Daylan Vavrek  | Carter Lautner  | Brad Chyz        |                                       |                                 |
| 2016—17                                        | Мик Лизмо       | Daylan Vavrek  | Brad Chyz       | Carter Lautner   |                                       |                                 |
| 2017—18                                        | Чарли Томас     | Мик Лизмо      | Brandon Klassen | DJ Kidby         |                                       |                                 |
| Кёрлинг среди смешанных команд (mixed curling) |                 |                |                 |                  |                                       |                                 |
| 2016                                           | Мик Лизмо       | Сара Уилкс     | Брэд Тиссен     | Alison Kotylak   | тренер: Мелисса Солиго                | ЧКСК 2016 · ЧМСК 2016 (5 место) |

(скипы выделены полужирным шрифтом)

## Результаты как тренера национальных сборных
| Год  | Турнир                                      | Сборная              | Место |
| ---- | ------------------------------------------- | -------------------- | ----- |
| 2020 | Чемпионат мира по кёрлингу на колясках 2020 | Канада (на колясках) | 2     |
| 2021 | Чемпионат мира по кёрлингу на колясках 2021 | Канада (на колясках) | 5     |
| 2022 | Зимние Паралимпийские игры 2022             | Канада (на колясках) | 3     |
| 2023 | Чемпионат мира по кёрлингу на колясках 2023 | Канада (на колясках) | 2     |
| 2024 | Чемпионат мира по кёрлингу на колясках 2024 | Канада (на колясках) | 2     |
| 2025 | Чемпионат мира по кёрлингу на колясках 2025 | Канада (на колясках) | 3     |